# 余鼎臣
余鼎臣，字芝龄，江苏武进人，清朝政治人物。
光绪三十一年（1905年）至光绪三十三年（1906年），擔任利川知县。